# Beňatinské a inovecké lúky
Beňatinské a inovecké lúky este o arie protejată (arie specială de conservare — SAC, sit de importanță comunitară — SCI) din Slovacia întinsă pe o suprafață de 74,65 ha, integral pe uscat.

## Localizare
Centrul sitului Beňatinské a inovecké lúky este situat la coordonatele 48°48′36″N 22°20′40″E / 48.809926°N 22.344457°E.

## Înființare
Situl Beňatinské a inovecké lúky a fost declarat sit de importanță comunitară în decembrie 2021.

## Biodiversitate
Situată în ecoregiunea alpină, aria protejată conține 1 habitat natural: Fânețe de joasă altitudine (Alopecurus pratensis, Sanguisorba officinalis).
La baza desemnării sitului se află un număr nedeclarat de specii protejate.